# The Real Thing (Lisa Stansfield)
The Real Thing is een nummer van de Britse zangeres Lisa Stansfield uit 1997. Het is de eerste single van haar titelloze vierde studioalbum. Tevens staat het op de soundtrack van de film Money Talks.
"The Real Thing" werd een grote hit in het Verenigd Koninkrijk, waar het de 9e positie behaalde. In Nederland bereikte het nummer de 7e positie in de Tipparade. Hiermee was het Stansfields laatste Nederlandse hitnotering. In Vlaanderen had het nummer meer succes, daar haalde het de 38e positie in de Vlaamse Ultratop 50.